# Fabronia angustifolia
Fabronia angustifolia là một loài Rêu trong họ Fabroniaceae. Loài này được C. Gao & Fu Xing mô tả khoa học đầu tiên năm 2002.